# Englischsprachige Lyrik
Die englischsprachige Lyrik umfasst jedwede Dichtung in englischer Sprache.

## Altenglische Lyrik
Bereits im altenglischen Epos Beowulf singt ein Skop von der Weltschöpfung. Auf dem Ruthwell Cross ist im frühnordhumbrischen Dialekt das Gedicht „Der Traumgesicht vom Kreuz“ eingemeißelt. Als erster Dichter gilt Cædmon. Auf das 11. Jahrhundert lässt sich das Gedicht The Battle of Maldon datieren. Nach der Christianisierung Englands entstanden zahlreiche religiöse Gedichte, wobei sich an manchen Elegien wie im The Wanderer noch die Umbrüche der Zeit bemerkbar machen. Das Naturgedicht The Seafarer beinhaltet dagegen heidnische wie christliche Motive. Ein weiterer namhaften Lyriker ist Cynewulf, der unter anderem die religiösen Gedichte The Ascension und The Fates of the Apostles verfasste.

## Mittelalter und Neuzeit

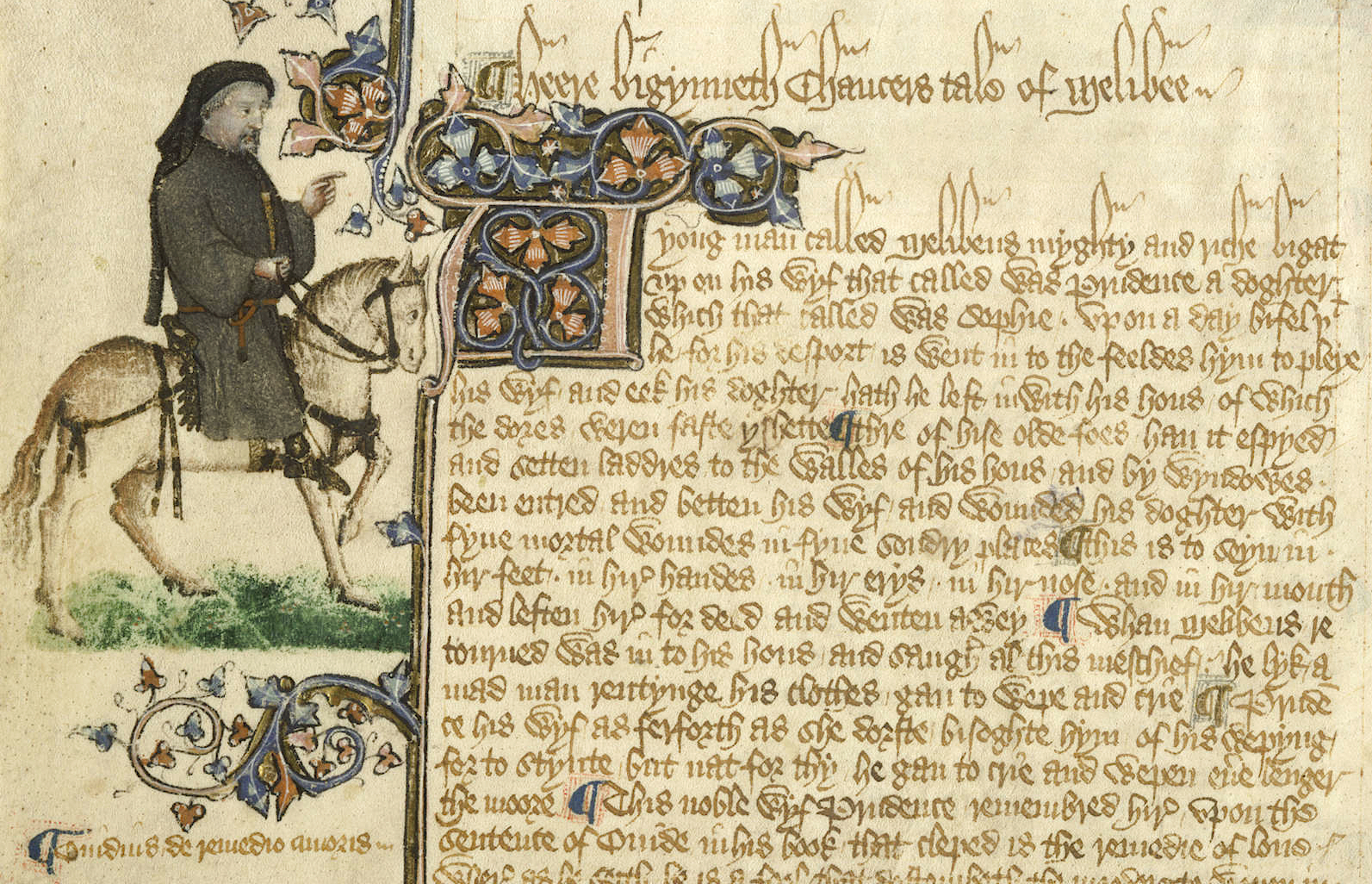
Porträt Chaucers als Pilger im Ellesmere-Manuskript (um 1410) der Canterbury Tales

Nach der Eroberung Englands durch normannische Truppen im Jahre 1066 minorisierte das Latein und normannische Französisch der neuen Eliten die altenglische Sprache als allgemeine Literatursprache. Deswegen verfügt die mittelenglische Lyrik weder über „große, bedeutende Sammelhandschriften“, noch besticht sie durch eine Breite an lyrischen Gattungen. Das in mittelenglischer Sprache verfasste Werk Brut des Dichters Layamon gehört zu den wichtigsten Dichtungen des 13. Jahrhunderts. Es ist nicht nur mit angelsächsischem Vokabular durchsetzt, sondern steht am Anfang der literarischen Artus-Rezeption in England, zu der auch die bekannte Versdichtung Sir Gawain and the Green Knight zählt. Im 14. Jahrhundert entstehen Allegorien und Gedichte wie Piers Plowman, Patience und Pearl. Als Formerneuerer ersetzte Geoffrey Chaucer schließlich in der zweiten Hälfte des 14. Jahrhunderts den germanischen Stabreim durch den Endreim und passte den ursprünglich französischen Balladenvers der englischen Sprache an. Dieser Rhyme royal besteht aus sieben Versen, jambischen Fünfhebern (heroic verse) mit dem Reimschema [ababbcc]. Die starke Wirkung Chaucers verdeutlichte sich besonders in der hohen Zahl seiner Nachahmer, wie John Gower, John Lydgate und John Hoccleve. Selbst der schottische König James I. verfasste Gedichte im Stile Chaucers.
Parlement of Foules
The lyf so short, the craft so long to lerne,

Th'assay so hard, so sharp the conquerynge,

The dredful joye alwey that slit so yerne:

Al this mene I by Love, that my felynge

Astonyeth with his wonderful werkynge

So sore, iwis, that whan I on hym thynke

Nat wot I wel wher that I flete or wynke.
Geoffrey Chaucer Verse 1-7

## Renaissance

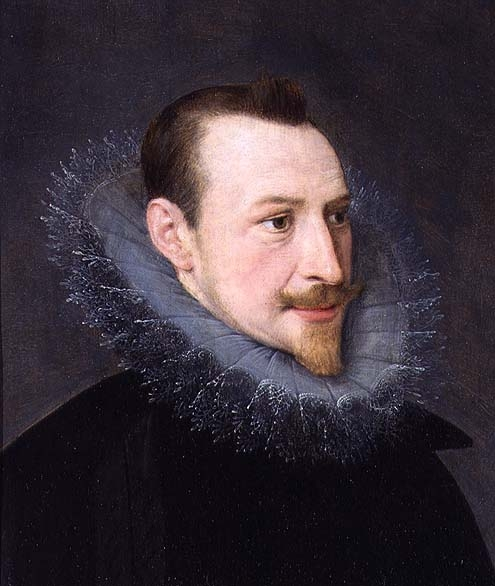
Edmund Spenser

Im 16. Jahrhundert schrieb Sir Thomas Wyatt die ersten Sonette in englischer Sprache. Sir Phillip Sidney Sonettzyklus Astrophel and Stelle setzte das schon in Wyatts Dichtung angelegte englische Sonett endlich durch. Daneben verfasste der Jesuit Robert Southwell religiöse Gedichte und Thomas Campion Lieder. Die englische Sonettdichtung sollte unter William Shakespeare ihren Höhepunkt finden. Weitere Sonettdichter sind Walter Raleigh, Michael Drayton und Samuel Daniel.
Edmund Spenser dichtete die Versepen The Shepheardes Calender und The Faerie Queene.
Sonnet 130
My mistress' eyes are nothing like the sun

Coral is far more red than her lips' red;

If snow be white, why then her breasts are dun;

If hairs be wires, black wires grow on her head.

I have seen roses damask'd, red and white,

But no such roses see I in her cheeks;

And in some perfumes is there more delight

Than in the breath that from my mistress reeks.

I love to hear her speak, yet well I know

That music hath a far more pleasing sound;

I grant I never saw a goddess go;

My mistress, when she walks, treads on the ground:

And yet, by heaven, I think my love as rare

As any she belied with false compare.
William Shakespeare

## Barock

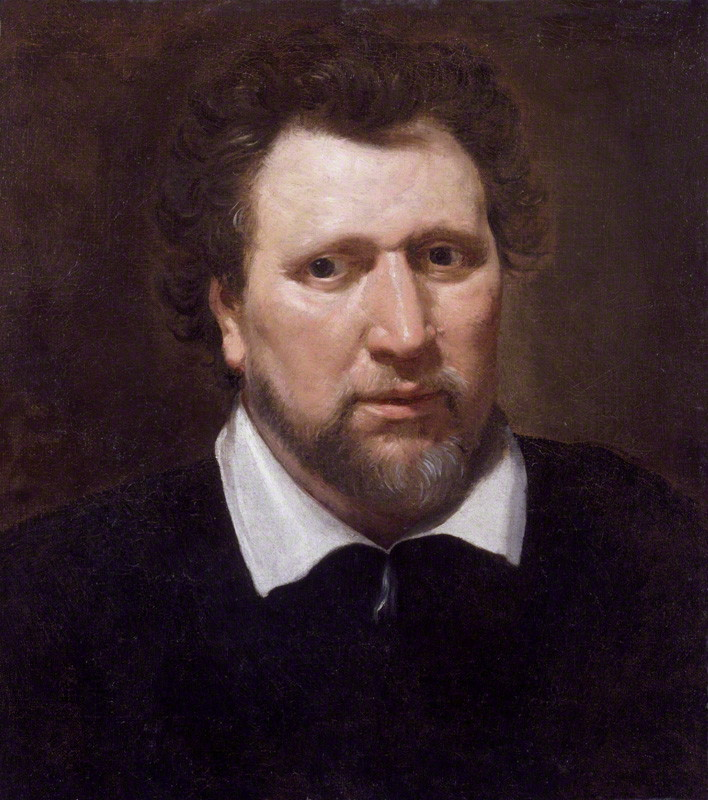
Ben Jonson. Gemälde von Abraham Blyenberch, um 1617.

John Donnes metaphysische Dichtung grenzte sich im 17. Jahrhundert von der starren Sonettdichtung der englischen Renaissance ab. Weitere metapysical poets waren George Herbert und Andrew Marvell. Dagegen nahmen sich die Cavalier poets Ben Jonson, Richard Lovelace und Edmund Waller weltliche Themen an. Im späten 18. Jahrhundert überwanden Thomas Gray und Robert Burns die Auswirkungen der Restauration, welche vorwiegend aus der Übersetzung lateinischer Klassiker bestand und besonders der spätere Nationaldichter Schottlands Burns ebnete den Weg zur Romantik.
Death Be Not Proud
Death be not proud, though some have called thee

Mighty and dreadful, for, thou art not so,

For, those, whom thou think’st, thou dost overthrow,

Die not, poore death, nor yet canst thou kill me.

From rest and sleepe, which but thy pictures bee,

Much pleasure, then from thee, much more must flow

And soonest our best men with thee doe goe,

Rest of their bones, and souls deliverie.

Thou art slave to Fate, Chance, kings, and desperate men,

And dost with poyson, warre, and sicknesse dwell,

And poppie, or charmes can make us sleepe as well,

And better then thy stroake; why swell’st thou then;

One short sleepe past, wee wake eternally,

And death shall be no more; Death, thou shalt die.
John Donne

## Klassizismus

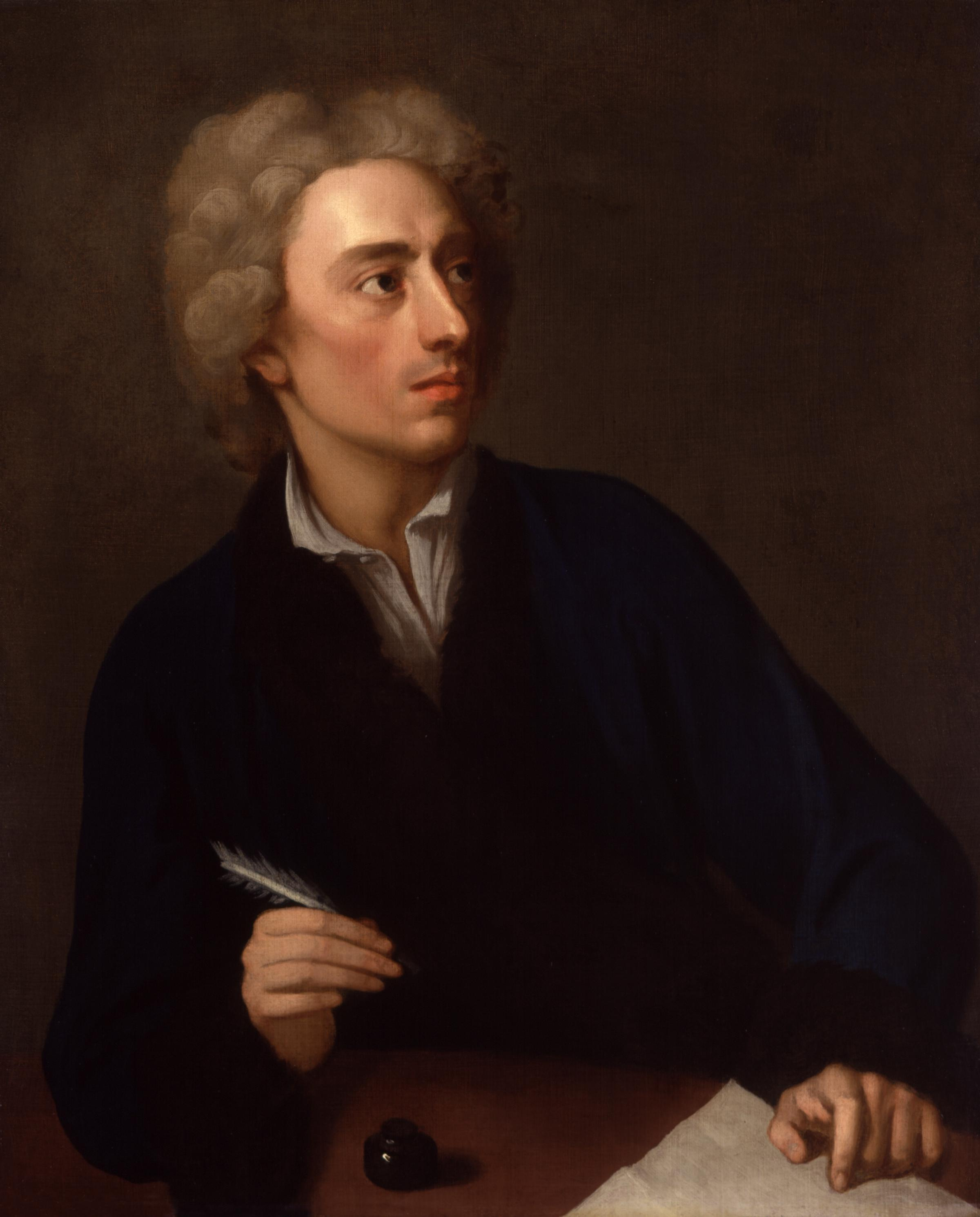
Alexander Pope um 1727

Der bedeutendste Dichter des Augustan Age war Alexander Pope. In seinem Gedicht Windsor Forest zeigte er die Natur als geordnetes System und lässt den Naturzustand damit als paradiesische Landschaft erscheinen. Die Entdämonisierung der Natur ging mit einer harmonischen Schilderung derselben einher. Die klassizistische Dichtung zeichnet sich durch ihre hohe Genauigkeit in der Darstellung, dem Optimismus und einer Tendenz zu Versepen statt engeren Gedichtgattungen wie die Ode oder dem Lied aus. 
Windsor Forest
Thy forests, Windsor! and thy green retreats,

At once the Monarch’s and the Muse’s seats,

Invite my lays. Be present, sylvan maids!

Unlock your springs, and open all your shades.

Granville commands; your aid O Muses bring!

What Muse for Granville can refuse to sing?

The groves of Eden, vanish’d now so long,

Live in description, and look green in song:

These, were my breast inspir’d with equal flame,

Like them in beauty, should be like in fame.

As any she belied with false compare.
Alexander Pope Vers 1–10

## Romantik

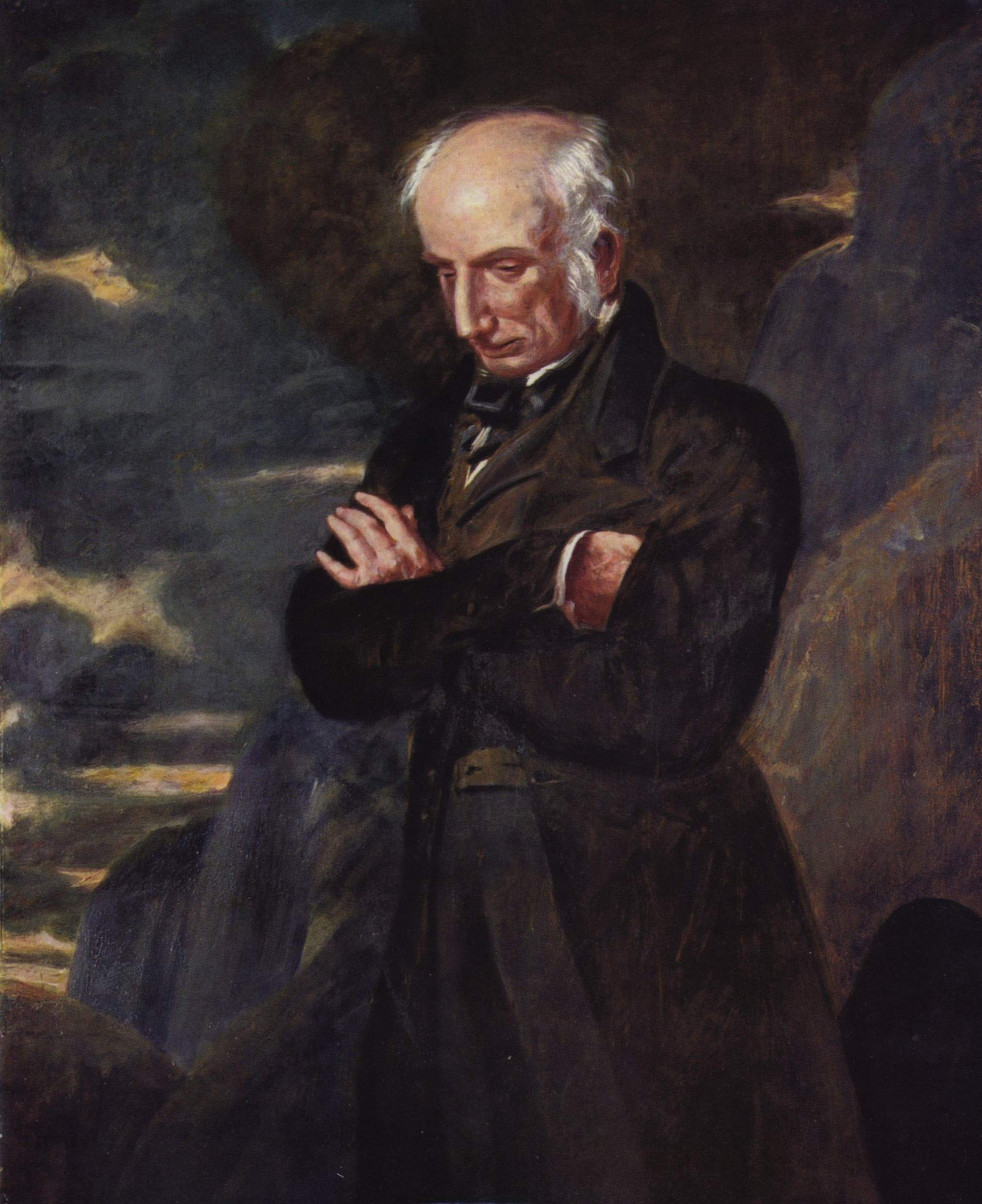
William Wordsworth, Porträt von Benjamin Robert Haydon, 1842

Mit der Veröffentlichung der Lyrical Ballads von William Wordsworth und Samuel Taylor Coleridge im Jahre 1798 begann die englische Romantik. Im Vordergrund der romantischen Lyrik stand die Konfrontation von Natur und Kultur und während in den vorangegangenen Jahrhunderten das Ich sich auf eine ordnende Instanz bezog, entdeckten die Romantiker ihre natürliche Umgebung. Diese Haltung spiegelte sich auch in der Sprache, wo poetische Umschreibungen, welche im Klassizismus noch von Bedeutung waren und längst zu Phrasen verkommen sind, zu Gunsten einer natürlichen wie nüchternen Sprache aufgegeben wurden. Ein Jahr nach Erscheinen der Lyrical Ballads arbeitete Wordsworth an seinem Opus Magnum The Prelude, ein autobiografisches Gedicht in Blankversen. Der Solitär William Blake verfasste die Songs of Innocence and of Experience. Als Maler illustrierte er seine Gedichte selbst, konnte jedoch allein aufgrund der geringen Stückzahl keinen Erfolg erzielen. Zur zweiten Generation gehören neben dem Iren Thomas Moore vor allem John Keats, Lord Byron und Percy Bysshe Shelley.
Ode to a Nightingale
My heart aches, and a drowsy numbness pains

My sense, as though of hemlock I had drunk,

Or emptied some dull opiate to the drains,

One minute past, and lethe wards had sunk,

’Tis not through envy of thy happy lot,

But being too happy in thine happiness,—

That thou, light-winged Dryad of the trees,

In some melodious plot

Of beechen green, and shadows numberless,

Singest of summer in full-throated ease.
John Keats Vers 1–10

## Viktorianische Epoche

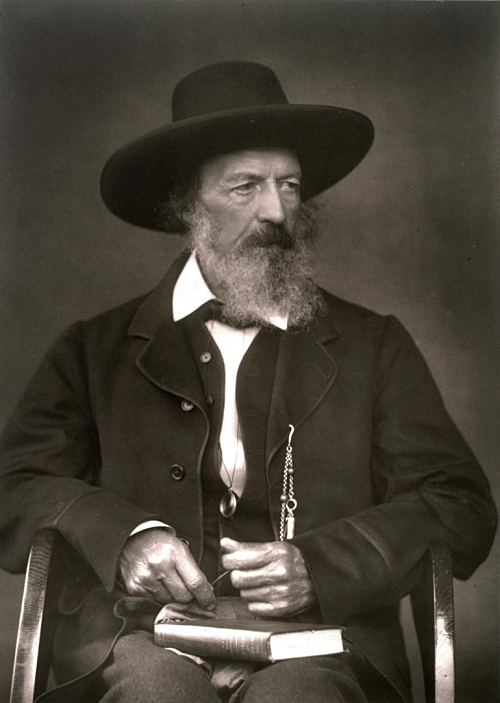
Alfred Tennyson, 1. Baron Tennyson

Die viktorianische Lyrik stand in der Tradition der Romantik. Mystifizierungen wurden einer Auseinandersetzung mit der Gegenwart vorgezogen, tradierte Gedichtformen wie das Sonett gewannen an Popularität. Trotz, vielleicht gerade wegen des fehlenden Realitätssinns, erreichte die Lyrik der viktorianischen Epoche breite Leserschaften. Das einst eigenständige Gedicht wurde nun verstärkt in Gedichtzyklen integriert, gleichzeitig wurden die Gattungsgrenzen durch die Dramatisierung der Gedichte ausgedehnt, was schließlich zur Gattung des dramatischen Monologs führen sollte, dessen wichtigste Vertreter Alfred Tennyson und Robert Browning sind. Mythologische Stoffe konkurrieren in Tennysons Lyrik mit einem hohen Reflexionsgrad und Intertextualität. Browning gilt als Meister des dramatischen Dialogs. Seine Helden sind oftmals Tatmenschen und große Einzelne. Seine spätere Ehefrau Elizabeth Barrett Browning, welche bereits vor der Heirat eine anerkannte Dichterin war, schrieb Liebeslyrik, worunter die Sonnets from the Portuguese eine besondere Hervorhebung beanspruchen können. Dante Gabriel Rossetti betätigte sich als Maler wie Dichter, ausgehend von John Keats verfasste er eine sinnliche Liebeslyrik, während seine jüngere Schwester Christina Rossetti heute vorrangig wegen ihrer Kinderlyrik bekannt sein dürfte.
Das imperiale Zeitalter forcierte eine stoizistische Mentalität, welche die Eroberung weiter Weltteile als Dienst an den Fortschritt und dem Mutterland deutete, während gleichzeitig fremde Völkerschaften um ihre Integrität und Lebensbedingungen gebracht wurden. Der Stoizismus wirkte hierbei auch stabilisierend auf den persönlichen Gefühlshaushalt und unterstützte die sozialen Erwartungen der Zeit. Tennyson hielt 1854 in The Charge of the Light Brigade die Tapferkeit der leichten englischen Kavelleristen in der Schlacht bei Balaklawa fest, während Rudyard Kiplings If— (1895) in stark rhythmischen wie einschwörenden volksnahen Worte an die Selbstgenügsamkeit und Gelassenheit mahnt. Literaturhistorische Bedeutung erlangten Kiplings Gedichte wegen des in ihnen zur Sprache gebrachten imperialen Selbstverständnisses, während die ästhetische Bedeutung seiner Balladen in den realistischen, teils sentenzenhaften Versen liegt, die der Verkündigung klarer Botschaften dienen. Eine ähnliche Bejahung des Durchhaltens wird im Gedicht Invictus von William Ernest Henley vertreten.
Parting and Morning
Round the cape of a sudden came the sea,

And the sun looked over the mountain's rim:

And straight was a path of gold for him

And the need of a world of men for me
Robert Browning

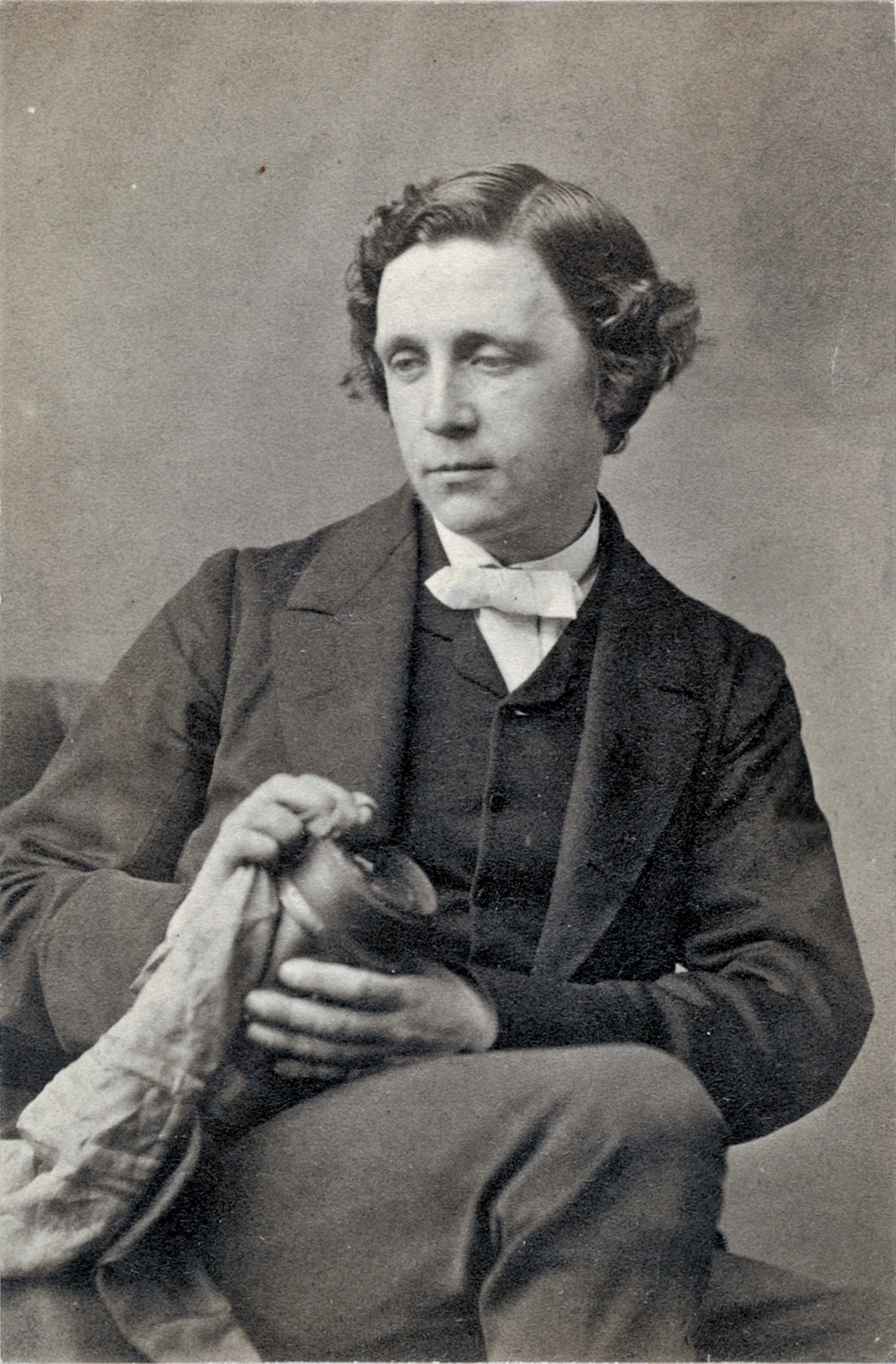
Lewis Carroll, Foto von Oscar Gustave Rejlander, 1863

Als Hauptvertreter der Nonsense-Literatur gelten Edward Lear, dessen Hauptwerk A book of nonsense 1846 erschien und Lewis Carroll. Das Gedicht Jabberwocky zählt zu den bekanntesten Gedichten der Nonsens-Literatur. Hans-Dieter Gelfert sieht in der Unsinnspoesie die einzige international erfolgreiche Dichtkunst der viktorianischen Epoche.
There was an Old Man with a beard
There was an Old Man with a beard,

Who said, 'It is just as I feared!

Two Owls and a Hen,

Four Larks and a Wren,

Have all built their nests in my beard!
Edward Lear aus Book of Nonsense.

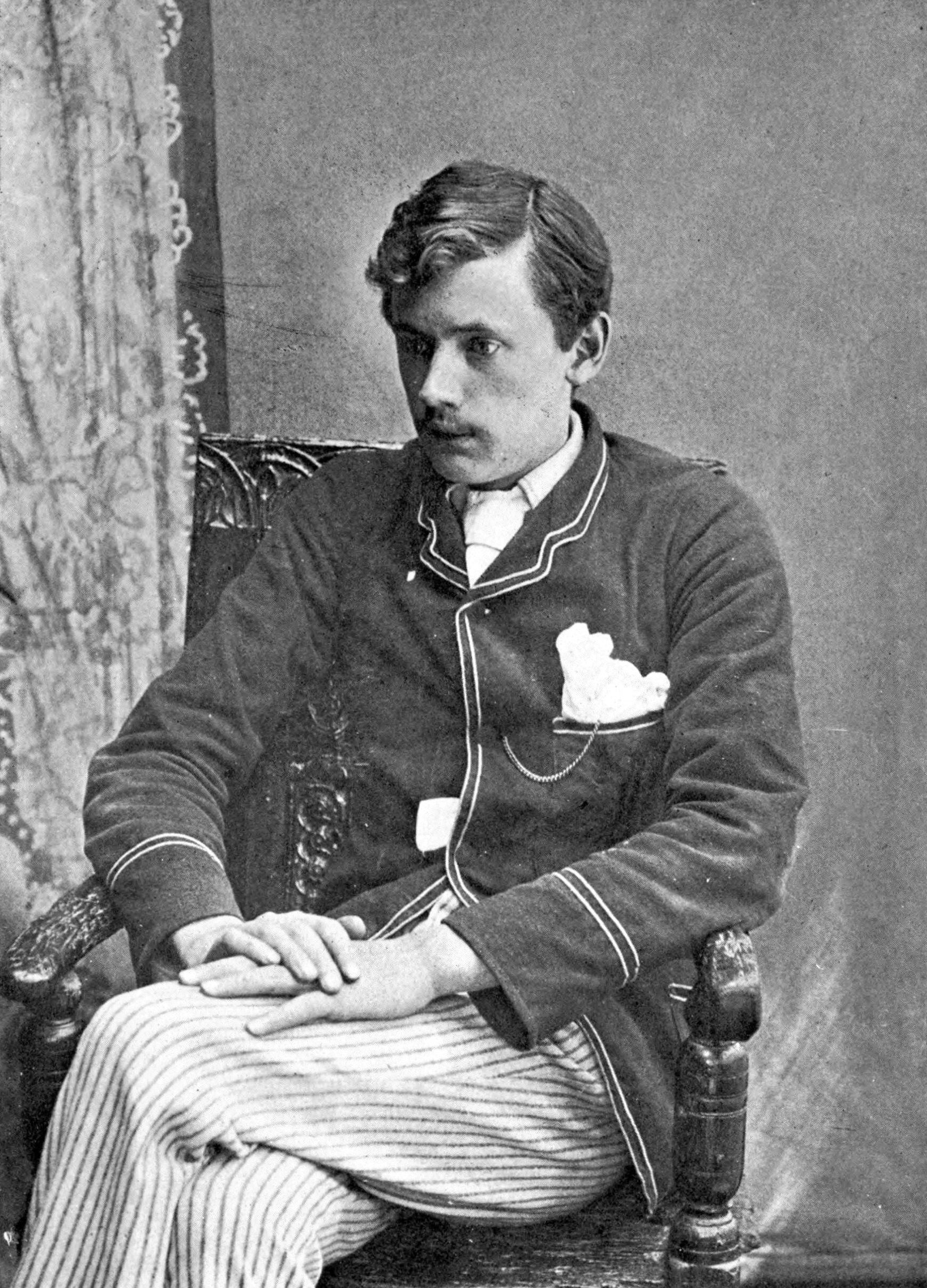
Ernest Dowson

Der Symbolismus als gesamteuropäische Strömung fand kaum Anklang. Neben Rossetti ist Algernon Charles Swinburne als zeitgenössischer Dichter zu nennen. In seinen melodischen, sinnlich überhitzten Versen drückte er die selbstzerstörerische, immerdauernde Kraft des Begehrens wie die mangelnde Dauerhaftigkeit des Seienden aus. Seine kontroverse Dichterpersönlichkeit trug zu seiner hohen zeitgenössischen Anerkennung unter europäischen Dichterkollegen bei. Ernest Dowsons an junge Mädchen gerichtete Gedichte aus Verses (1896) handeln von der stets bedrohten, nur im Augenblick möglichen Liebe. Arthur Symons verfasste unter Einfluss der französischen Symbolisten in seiner mittleren Schaffensperiode die beiden Gedichtbände Silhouttes (1892) und London Nights (1895), darin er in impressionistischen Tönen das Leben der Bohème, den Rausch und urbane erotische Vergnügungen thematisierte. Gemein ist allen drei großen Dichtern des englischen Ästhetizismus, dass ihr Frühwerk späteren Werken weit überlegen ist. Swinburnes Stil verkam zur Manier und ließ eine subjektive Dringlichkeit trotz gegenteiliger Behauptung vermissen, Dowson wiederholte sich bereits zu Lebzeiten und Symons wandte sich in Anerkennung der lebensfeindlichen Tendenz der Dekadenzdichtung später einer postromantischen Dichtung zu. Dichter der nachfolgenden Generationen wie T.S. Eliot und Dylan Thomas rezipierten den Symbolismus teilweise in scharfer Abgrenzung zur viktorianischen Lyrik.
Clair de Lune
In the moonlit room your face,

Moonlight-coloured, fainting white,

And the silence of the place

Round about us in the Night,

And my arms are round about you

In the silence of the night.
Arthur Symons: Claire de Lune aus London Nights, 1. Strophe.

## Edwardianische Epoche

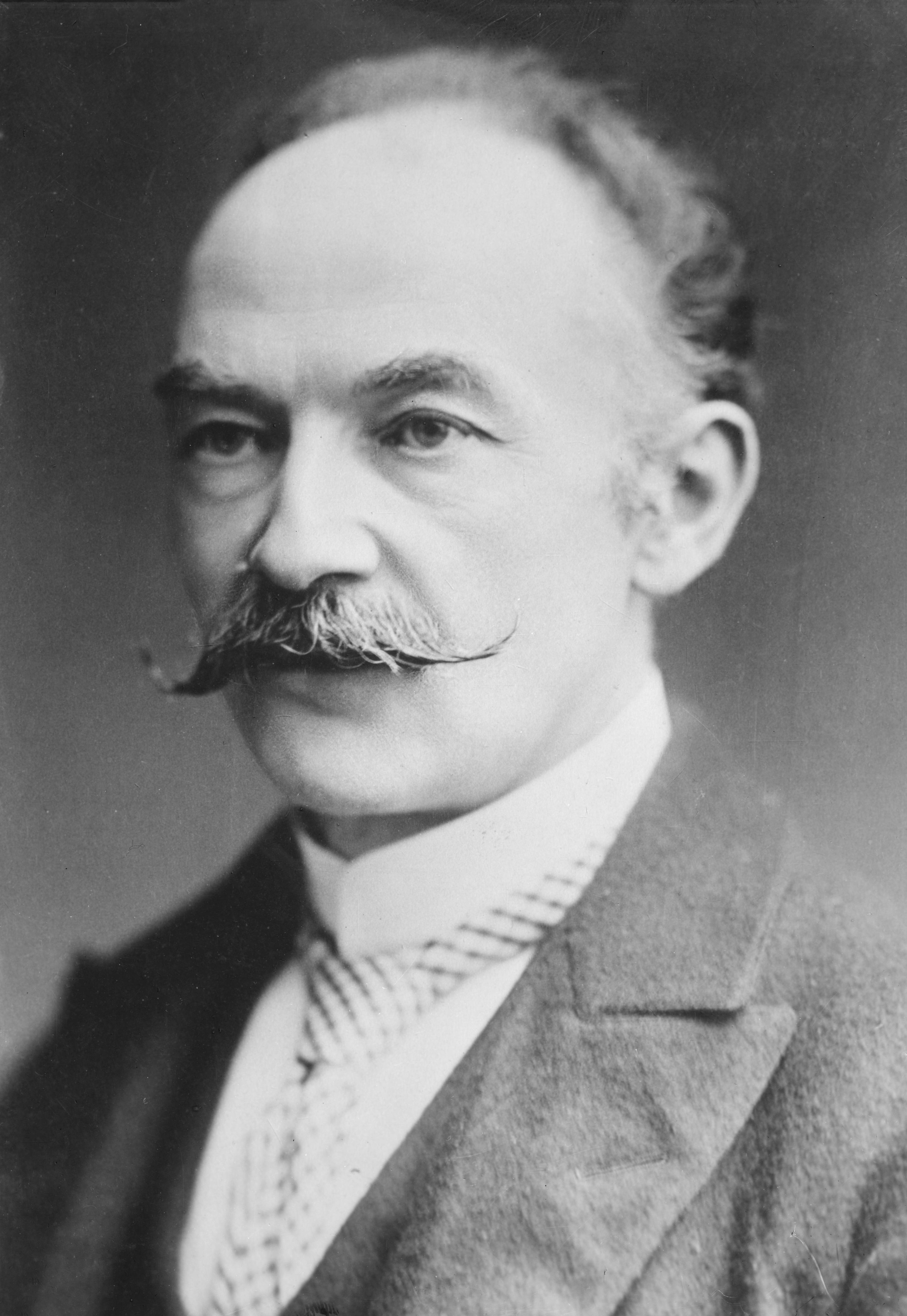
Thomas Hardy (um ca. 1910–15)

Ungeachtet ihrer Eigenständigkeit, dauerte das Edwardian Age nur bis zum Beginn des Ersten Weltkrieges an und lässt sich als langsame Loslösung von der überragenden Vorgängerepoche kennzeichnen. Als Übergangsepoche zur Moderne und ihren vielfältigen Strömungen ist sie gekennzeichnet durch ein Aufeinandertreffen dichterischer Traditionen und Neuigkeiten. Thomas Hardys Lyrik zeichnet sich durch eine Vielfalt der traditionellen Formen wie einer stärkeren Vermittlung alltäglicher Stimmungen und Gefühlen gegenüber deren mythologischen Überhöhung aus. Ebenfalls wand er sich von der stoischen Phrase der Vorgängergeneration ab und bevorzugte eine desillusionierende Sicht, welche ihren Gegenstand im Augenblick der Bedrohung bejahte. Fern vom avantgardistischen Experiment bereite er somit den Weg für die Lyrik der Moderne vor, ohne ein formaler Vorreiter derselben gewesen zu sein. Die bedauerte, jedoch nicht verleugnete Aufgabe der Idylle in einer nunmehr beschleunigten Zeit verleiht seiner Lyrik ein konservatives, das heißt modernes Gepräge. Hardy gilt als überragender Dichter seiner Epoche. Vergeblichkeit, Tod und die Erinnerung stellen ebenfalls die Hauptthemen im Werk der jüngeren Dichter John Masefield und Alfred Edward Housman dar. Im Gegensatz zu Hardy drückte sich Masefields Modernität in der Wahl des naturalistischen Sujets Schifffahrt wie einer damit einhergehenden sprachlichen Verrohung, welche die von Hardy bereits eingeführte Verknappung der Sprache weiter verschärfte, aus. Seine Hinwendung zur Vergangenheit zeigte sich weniger in der Verwendung von Archaismen, als in der bevorzugten Wahl mythologischer Stoffe. Housmans lyrisches Hauptwerk A Shropshire Lad zeichnet sich durch eine klare Sprache wie knappen Formulierung aus, doch wirkt die starke Gegenüberstellung von Vergeblichkeit und idealisierter Landschaft gerade wegen des von ihm vertretenen Pessimismus oftmals restaurativ oder larmoyant. Seine Gedichte erlangten durch ihre Vertonung weite Verbreitung. Walter de la Mare setzte die viktorianische Nonsens-Dichtung fort und stellte der Beschleunigung eine phantastische Gegenwelt entgegen.
Sea Fever
I must go down to the seas again, to the lonely sea and the sky,

And all I ask is a tall ship and a star to steer her by,

And the wheel's kick and the wind's song and the white sail's shaking,

And a grey mist on the sea's face, and a grey dawn breaking.
John Masefield, 1. Strophe

## Georgianische Epoche
Zwei Jahre vor dem Ersten Weltkrieg erschien der erste von Edward Marsh und Harold Monro herausgegebene Band der später auf fünf Bände anwachsenden Sammlung Georgian Poetry. Neben John Masefield und Walter de la Mare waren Rupert Brooke, William Henry Davies und James Elroy Flecker, in späteren Bänden auch Robert Graves und Siegfried Sassoon vertreten.

## Klassische Moderne

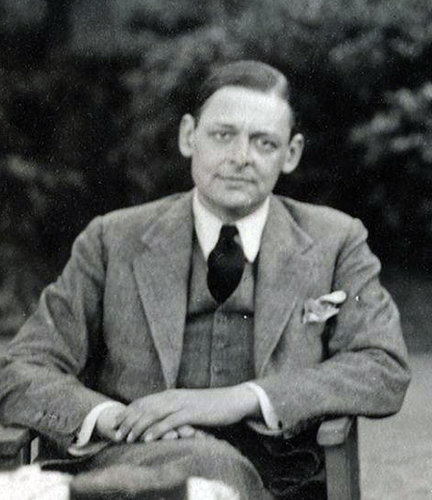
T. S. Eliot (1934)

Ikonoklastisch wandten sich die Anhänger des Imagismus gegen die Vorgängerepochen und führten gegen die nachromantische Lyrik mit ihrer regelmäßigen Metrik und wohltätigen Endreimen eine durch Assonanzen gebundene Sprache an, die gerade mit klanglichen Wiederholungen eine lautliche Dynamisierungen erreichte und durch das Räsonnement die Gedichte stärker fragmentierte, wodurch die Weltbegegnung reflektiert wurde. Unter anderem ausgehend vom Erneuerungswillen der Imaginisten und dem französischen Symbolismus erneuerten die Modernisten die englische Lyrik grundlegend. Fortan objektivierte eine hohe sprachliche Präzision den emphatischen Gefühlsausdruck, welcher seit der Romantik als sprachliche Wiedergabe der Innenwelt galt, in einer nunmehr perspektivischen Betrachtung der Außenwelt. Die allgemeinen Weltbegegnung durch das Individuum wie sie der bürgerliche Stoizismus der Vorkriegszeit bereits nicht mehr zu leisten vermochte, wurde im Gegensatz zu den Gregorianern nicht mehr mit Sehnsuchtsbildern kompensiert, sondern wurde durch die Aufgabe des konsistenten Subjektbegriffs eingestanden. Sperrig im Ausdruck, artistisch in der Form und zumeist mit philosophischen, mystischen, mythologischen und wissenschaftlichen Diskursen nahezu überfrachtet, gleichzeitig eine hohe Musikalität aufweisend, die nicht liedhaft, sondern am Orphischen gemahnt, sollten die Gedichte des Iren William Butler Yeats und des Angloamerikaners T. S. Eliot der englischen Lyrik nach der Romantik wieder Weltgeltung verschaffen. Stärker als Yeats, der sich anfangs an Romantik und Symbolismus orientierte, schuf Eliot mit The Love Song of J. Alfred Prufrock und besonders The Waste Land eine Lyrik, die sich durch die Montage, dem prosaischen Tonfall wie dem Gebrauch zahlreicher Sprachebenen stark von Vorgängern unterschied einen Hauptbeitrag zur englischen Lyrik der Moderne. Neben Eliot ist W.H. Auden und der Waliser Dylan Thomas zu nennen.
Funeral Blues
Stop all the clocks, cut off the telephone,

Prevent the dog from barking with a juicy bone,

Silence the pianos and with muffled drum

Bring out the coffin, let the mourners come.

Let aeroplanes circle moaning overhead

Scribbling on the sky the message He Is Dead,

Put crêpe bows round the white necks of the public doves,

Let the traffic policemen wear black cotton gloves.
W. H. Auden Verse 1-8

## Nachkriegszeit
Dichter wie Philip Larkin, Ted Hughes, Tom Raworth und Bob Cobbing prägten die englische Lyrik in der zweiten Jahrhunderthälfte.